# Excorallana costata
Excorallana costata är en kräftdjursart som beskrevs av Lemos de Castro 1960. Excorallana costata ingår i släktet Excorallana och familjen Corallanidae. Inga underarter finns listade i Catalogue of Life.